# Souren Vartanian
Souren Vartanian (en arménien : Սուրեն Վարդանյան) est un homme politique arménien.
Il a été maire d'Erevan, la capitale de l'Arménie, du 22 mars 1960 au 6 décembre 1962.